# الکسی گومن
الکسی ولادیمیرویچ گومن (روسی:Алексей Владимирович Гоман) (متولد ۱۲ سپتامبر ۱۹۸۳ در مورمانسک) , خواننده پاپ که برنده جایزه گل رز مسابقه نارودنی آرتیست اول (معنی: هنرمند محبوب) در روسیه شده است.
در سال ۲۰۰۵ هم با روسلان آلخنو، مشترکاً برنده جایزه نارودنی آرتیست دوم شدند. او این جایزه را به خاطر آهنگ This is my Homeland که به مناسبت پیروزی در نبرد بزرگ میهنی سروده شده است، دریافت کرد.

## آثار

### آلبوم‌ها
| روسی                | فارسی             | سال  |
| ------------------- | ----------------- | ---- |
| Русский парень      | پسر روسی          | ۲۰۰۴ |
| Луч солнца золотого | اشعه طلایی خورشید | ۲۰۰۶ |
| Май                 | می (آلبوم)        | ۲۰۰۸ |

### ویدئوها
| اصلی               | فارسی       | سال  |
| ------------------ | ----------- | ---- |
| Русский парень مرد | پسر روسی    | ۲۰۰۵ |
| Облака             | ابرها       | ۲۰۰۵ |
| Май                | می          | ۲۰۰۸ |
| Завелась           | اشتباه رفته | ۲۰۰۸ |